# Kshatriya

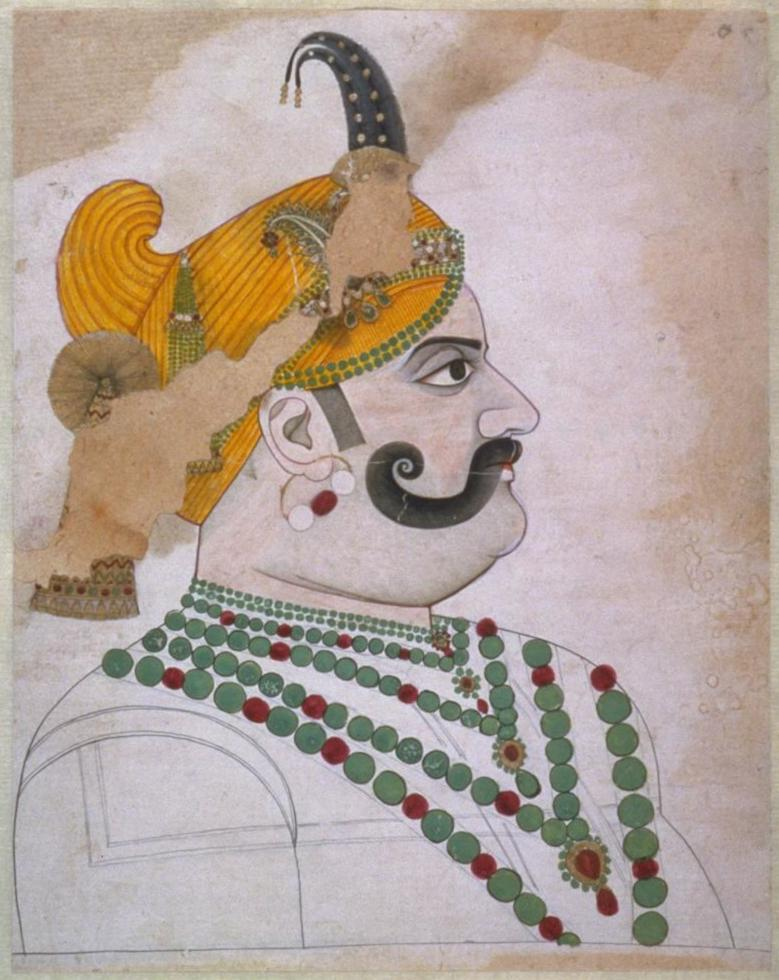
Jaipurs maharadja Sawai Madho Singh 1760, en mäktig representant för kshatriya-klassen

Kshatriya (hindi: क्षत्रिय Kṣatriya efter sanskrit: Kșatra: "makt" eller "auktoritet"), eller krigarkasten, är den i rituellt avseende näst högsta varnan eller klassen i den indiska hinduismen.
Kshatriya ses som en av de fyra samhällsklasser som nämns i Rigvedas skapelseberättelse Purusha Sukta. Där ges den dock benämningen rajanya som syftar på rajan (kung eller hövding), vilket kan tolkas som att samhällsklassen bestod av kungens släktingar. Tidiga vediska texter kan tolkas som att krigarna ursprungligen rankades högre än brahminerna (prästerskapet), och även om brahminerna kom att stå högre i rituellt avseende så är det troligt att krigarklassen, som innefattade kungar och storjordägare, i kraft av sin makt haft en i praktiken högre position i samhället.
Av tradition har soldater rekryterats från kshatriya-gruppen, men många av dess medlemmar har även i äldre tider försörjt sig på andra sätt. Liksom övriga varnas innefattar kshatriya idag en mängd olika kaster – jati – med varierande social och ekonomisk ställning.